# Rifargia morula
Rifargia morula är en fjärilsart som beskrevs av Paul Dognin 1914. Rifargia morula ingår i släktet Rifargia och familjen tandspinnare. Inga underarter finns listade.